# Bundesstrasse 194
Bundesstrasse 194  är en 77 kilometer lång förbundsväg i det tyska förbundslandet Mecklenburg-Vorpommern. Vägen börjar vid Groß Plasten (12 kilometer öster om Waren) och går till Stralsund, via städerna Stavenhagen, Demmin och Grimmen.